# Zeritis aethon
Zeritis aethon är en fjärilsart som beskrevs av Henry Trimen 1887. Zeritis aethon ingår i släktet Zeritis och familjen juvelvingar. Inga underarter finns listade i Catalogue of Life.